# 57-mm-Panzerabwehrkanone M1943 (SiS-2)
Die 57-mm-Panzerabwehrkanone M1943 (SiS-2) war eine sowjetische Panzerabwehrkanone mit einem Kaliber von 57 mm im Zweiten Weltkrieg.

## Entwicklung
In der sowjetischen Doktrin der 1930er und frühen 1940er Jahre waren Panzerabwehrkanonen eine Ergänzung der Mehrzweckgeschütze auf Regiments- und Divisionsebene.
Dies erklärt, warum selbst kurz vor dem Zweiten Weltkrieg noch mit einem Kaliber von 57-mm eine Entwicklung vorangetrieben wurde. Angesichts der zu dieser Zeit in der Sowjetunion in Entwicklung befindlichen schweren Panzer mit großer Panzerungsstärke, wurden die vorhandenen Geschütze mit einem Kaliber bis 45-mm nicht mehr als ausreichend erachtet. So begann 1940 die Entwicklung einer neuen Panzerjägerkanone.
Um eine hohe Durchschlagsleistung zu erreichen, war ein extrem langes Rohr erforderlich geworden. Die Entwicklung war bereits 1940 abgeschlossen.

### 57-mm-Panzerabwehrkanone M1941 (SIS-2)
Die neu konzipierte 57-mm Panzerabwehrkanone Modell 1941 hatte einen Fallblockverschluss, eine Spreizlafette mit Kastenholmen und schusssichere Schwammgummireifen. Die Lafette wurde auch für die neue 76-mm-Feldkanone SIS-3 Modell 1941 verwendet.
Mit der 3,14 kg schweren Panzergranate konnte auf 500 m eine 60° gewinkelte Panzerung von 86 mm durchschlagen werden.
Eine Vorserie ging in die Erprobung und später sollen einige Geschütze zu Selbstfahrlafetten umgebaut worden sein. Da keine Serienfertigung anlief, wurden einige Vorserienrohre eingelagert. Eine These besagt, dass angesichts der schweren Verluste des Jahres 1941 und der geringen Panzerstärke bei den angreifenden deutschen Panzern, die Fertigung der einfacher zu produzierenden und günstigeren 45-mm-Panzerabwehrkanone M1937 (53-K) bevorzugt wurde.

### 57-mm-Panzerabwehrkanone M1943 (SIS-2)
Eine zwischenzeitliche Überlegung die Rohre um 1,5 m zu kürzen und dann gegen die scheinbar leichter gepanzerten deutschen Kampfwagen einzusetzen wurde nach dem Auftauchen der ersten Tiger-Panzer wieder fallen gelassen und stattdessen eine beschleunigte Fertigung mit dem ursprünglichen Rohr begonnen. Innerhalb von 3 Wochen wurden die neue, vereinfachte Lafetten der 76,2-mm-Feldkanonen SIS-3 M1942 umgebaut, um die Waffe aufzunehmen.
Die 57-mm-Panzerabwehrkanone M 1943 (SiS-2) war geschaffen.

## Technik
Für das Modell 1943 stammte die Lafette vollständig von dem modernen 76,2-mm Geschütz, welches auf deutscher Seite auch als Ratsch-Bumm bekannt war.
Mit einem Gewicht von 1.150 kg war die Waffe unerheblich schwerer als das ursprüngliche Modell 1941. Mit 1.270 m/s hatte die Waffe, abgesehen von konischen Waffen, die höchste Mündungsgeschwindigkeit eines Geschützes im Zweiten Weltkrieg. Das Hartkerngeschoss, das diese Geschwindigkeit erreichte, konnte auf 500 m Entfernung bei 60° Auftreffwinkel sogar 120 mm Panzerstahl durchschlagen und war damit eine Gefahr für jeden gegnerischen Panzer.

## Produktion und Einsatz
Sie wurde 1943 als Bataillonsgeschütz und in Panzerjägerregimentern und -brigaden in die Bewaffnung eingeführt.
Die maximale Entfernung des direkten Schusses betrug 1100 m und die höchste Geschwindigkeit für den Motorzug 50 km/h.
Von der Wehrmacht erbeutete Geschütze trugen die Bezeichnung 5,7-cm-PaK 208 (r).
Nach dem Zweiten Weltkrieg fand die Waffe weite Verbreitung in den Warschauer-Pakt-Staaten und blieb bei einigen bis in die 1980er Jahre in Verwendung.
Auch bei der Nationalen Volksarmee war das Geschütz im Einsatz.
Die weitere Verstärkung der Panzerung der deutschen Panzer Panther und Tiger I machte 1944 die Einführung der 100-mm-Panzerabwehrkanone notwendig.

## Munition
Der Kampfsatz umfasste Panzer- und Unterkalibergranaten.
|                         | Panzergranate                | Unterkalibergranate   |
| ----------------------- | ---------------------------- | --------------------- |
| Gewicht                 | 3,19 kg                      | 1,8 kg                |
| {\displaystyle v_{0}}   | 990 m/s                      | 1270 m/s              |
| Durchschlag mm (500 m)  | 100 (90°) / 85 (60°)         | 145 (90°) / 120 (60°) |
| Durchschlag mm (>500 m) | 65 (90°) / 55 (60°) (2000 m) | 105 (1000 m)          |